# Armadillidium versluysi
Armadillidium versluysi är en kräftdjursart som beskrevs av Hans Strouhal 1937. Armadillidium versluysi ingår i släktet Armadillidium och familjen klotgråsuggor. Inga underarter finns listade i Catalogue of Life.